# Kazasker

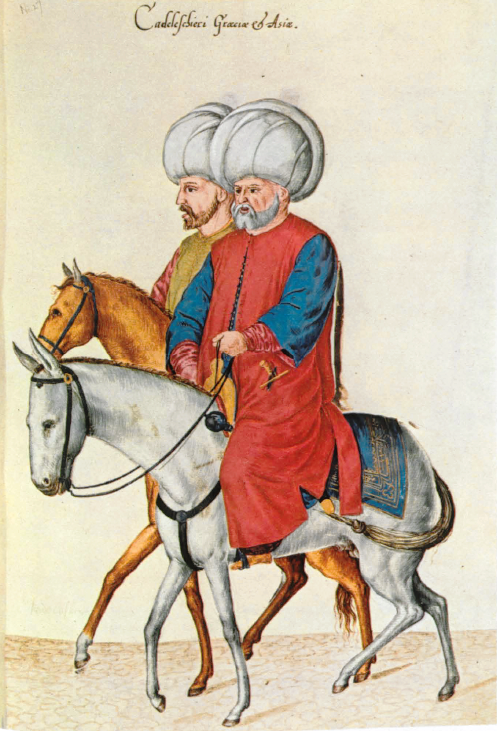
I Kazasker dell'Impero Ottomano per la Rumelia e l'Anatolia (immagine degli inizi del XVI secolo)

Kazasker o Kadıasker (Turco ottomano قاضيعسكر, İA ḳāżı'asker, "giudice dell'esercito") era uno dei più alti uffici nell'impero ottomano. Il Kazasker nominava giudici e dignitari religiosi. I Kazasker facevano parte del "Dîvân-i humâyûn", il gran consiglio del sultano.
Un Kazasker trattava gli appelli alle decisioni dei kadı, aveva il potere di annullarle e suggeriva i candidati kadı al Gran Visir.
L'ufficio di Kazasker risale al periodo pre-ottomano. Al-Kindi descrive l'esistenza di questo titolo al tempo di Ṣāliḥ ben 'Ali nel 750 d.C.. Anche sotto i Turchi Selgiuchidi e Ayyubidi esisteva la carica di giudice dell'Esercito, e probabilmente gli Ottomani presero la carica dai Selgiuchidi. Il Sultano Murad I nominò il primo Kazasker nel 1383 come supervisore per tutti i giudici e come il più alto grado della giurisdizione militare. Da Maometto II il Conquistatore in poi ci fu sempre un Kazasker per l'Anatolia e uno per la Rumelia. Per qualche tempo dopo le grandi conquiste sotto Selim I ci fu anche un Kazasker per le provincie arabe e quelle persiane. Questo risiedeva a Diyarbakır. Il primo Kazasker a Diyarbakır fu İdris-i Bitlisî.
Dal XVI secolo l'ufficio di Kazasker perse importanza a causa del rafforzamento dei poteri dello Sheykh ul-islâm avvenuta durante il mandato di Ebussud Efendi. Nel 1914 i Kazasker di Anatolia e Rumelia furono uniti in un unico ufficio. La Repubblica di Turchia abolì la carica nel 1924 insieme a quella di califfo.